# Bergaholm

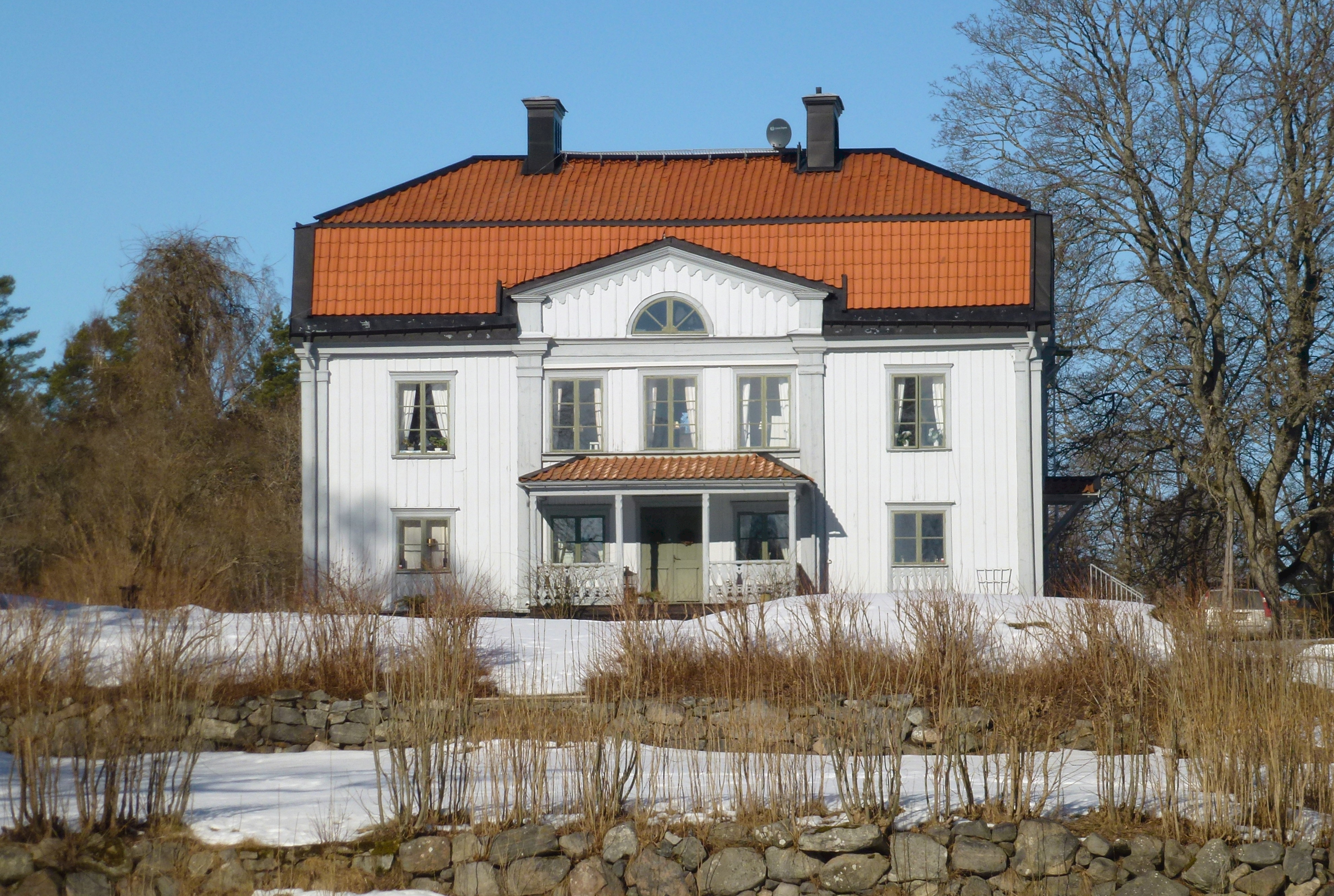
Bergaholms huvudbyggnad, mars 2013.

Bergaholm är en herrgård och ett tidigare säteri söder om Bornsjön i Salems socken och Salems kommun i Stockholms län. Bergaholms omgivningar är rika på fornlämningar och ingår i Bornsjöns naturreservat.

## Fornområde Bergaholm
I området runt Bergaholms gård finns över 300 fornlämningar. I en ekbevuxen hage väster om gården utbreder sig ett av Salems största järnåldersgravfält (RAÄ-nummer: Salem 224:1). Här ligger 174 fornlämningar med bland annat en skeppssättningsliknande grav och den väl bevarade Bergaholmsstenen från 1000-talet med inskriften "Östen lät resa stenen efter Torgärd, sin syster, Hallbjörn efter sin moder".
Strax öster om gården ligger ytterligare ett gravfält (RAÄ-nummer: Salem 236:1) som består av cirka 125 gravar från äldre och yngre järnåldern med ett 50-tal resta stenar och 73 runda, gräsbevuxna kullar. Gravarna är inte undersökta men deras utformning antyder deras ålder. Några av kullarna är mycket flacka och kan därför vara svåra att upptäcka. Cirka en kilometer öster om egendomen finns ytterligare en runsten kallad Oxelbystenen med inskriften "Gute lät resa denna sten efter Orökja, sin son".

### Fornlämningar

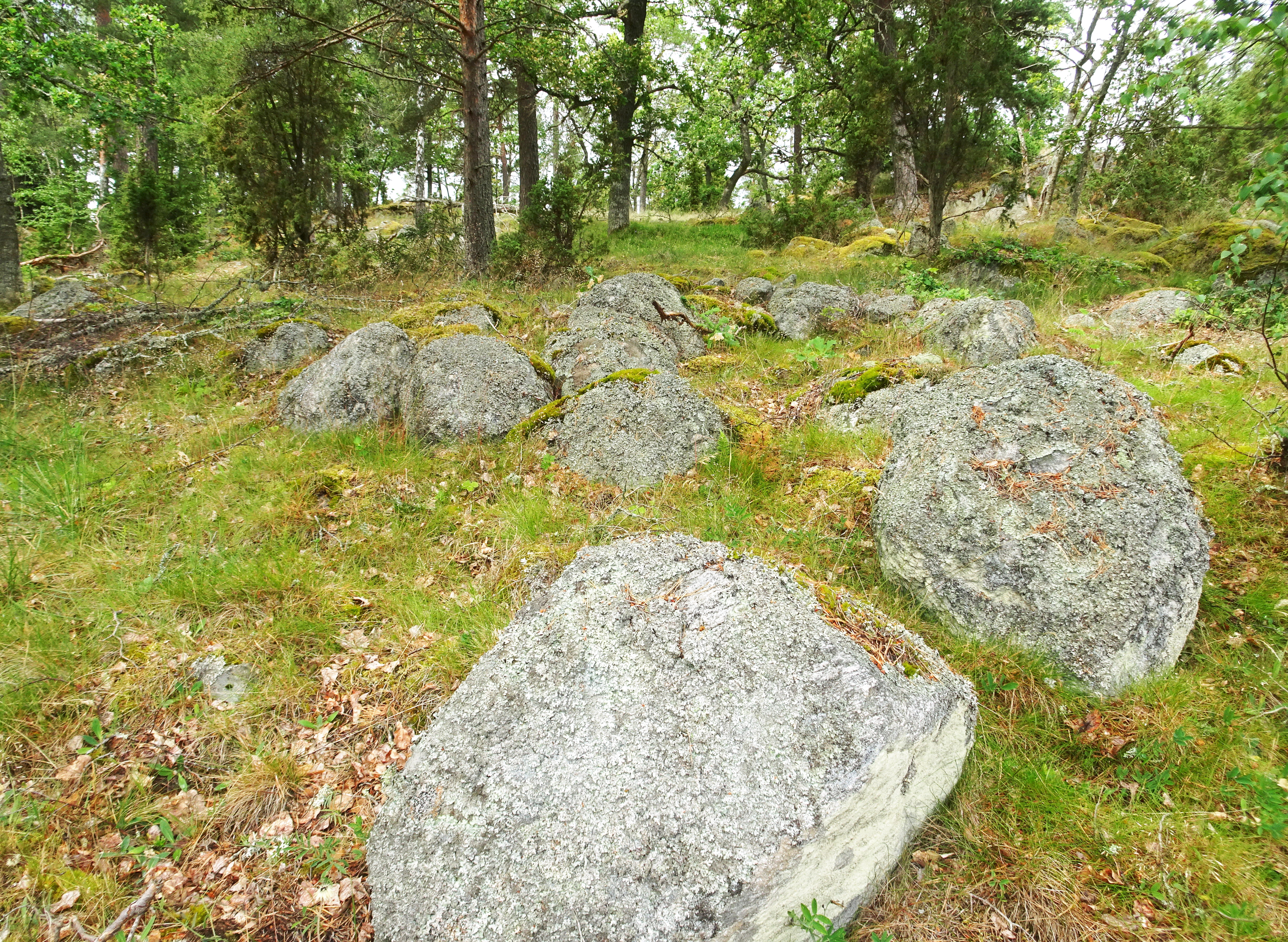
Bergaholms västra gravfält (RAÄ-nummer: Salem 224:1).
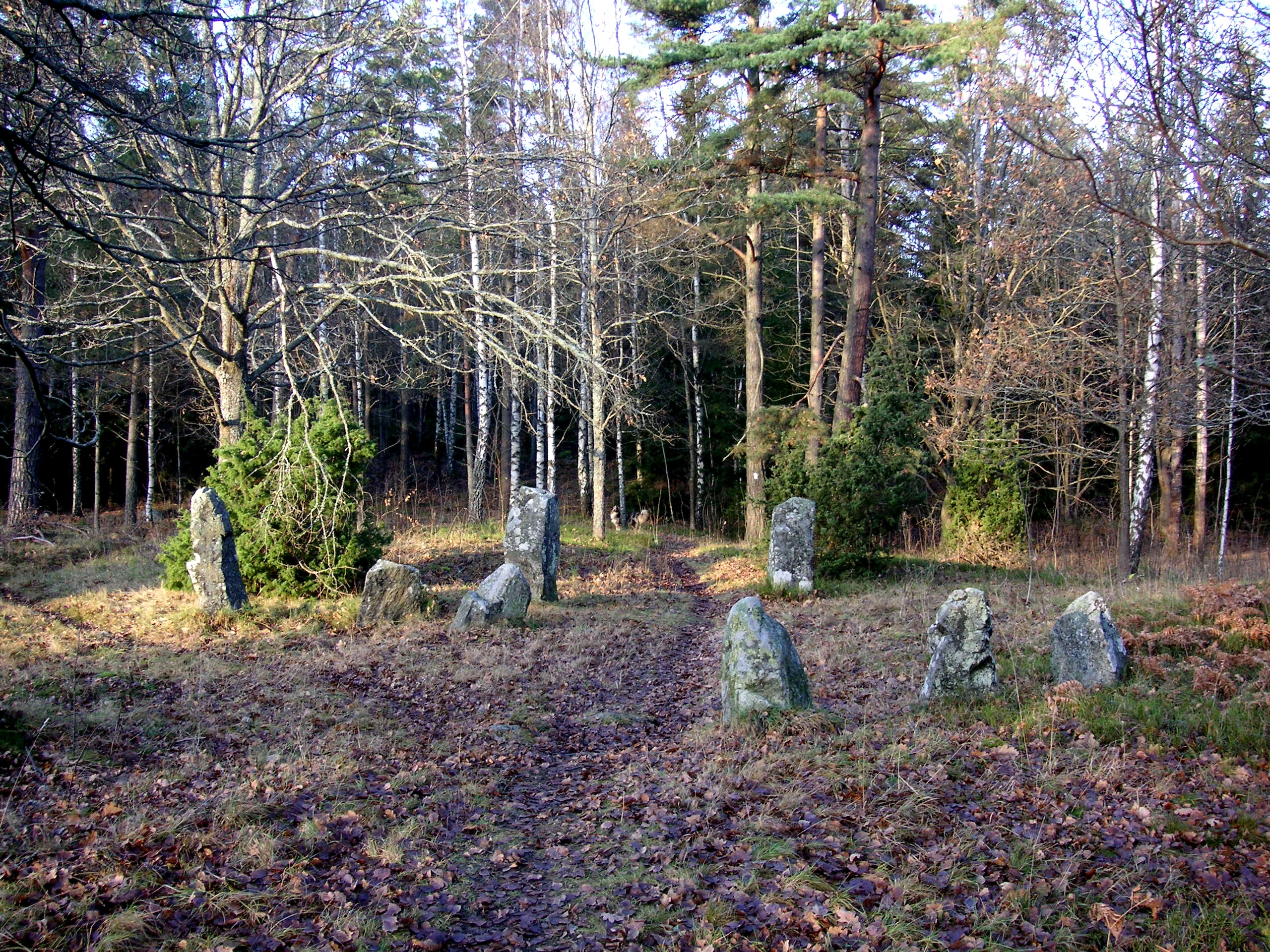
Bergaholms östra gravfält (RAÄ-nummer: Salem 236:1).
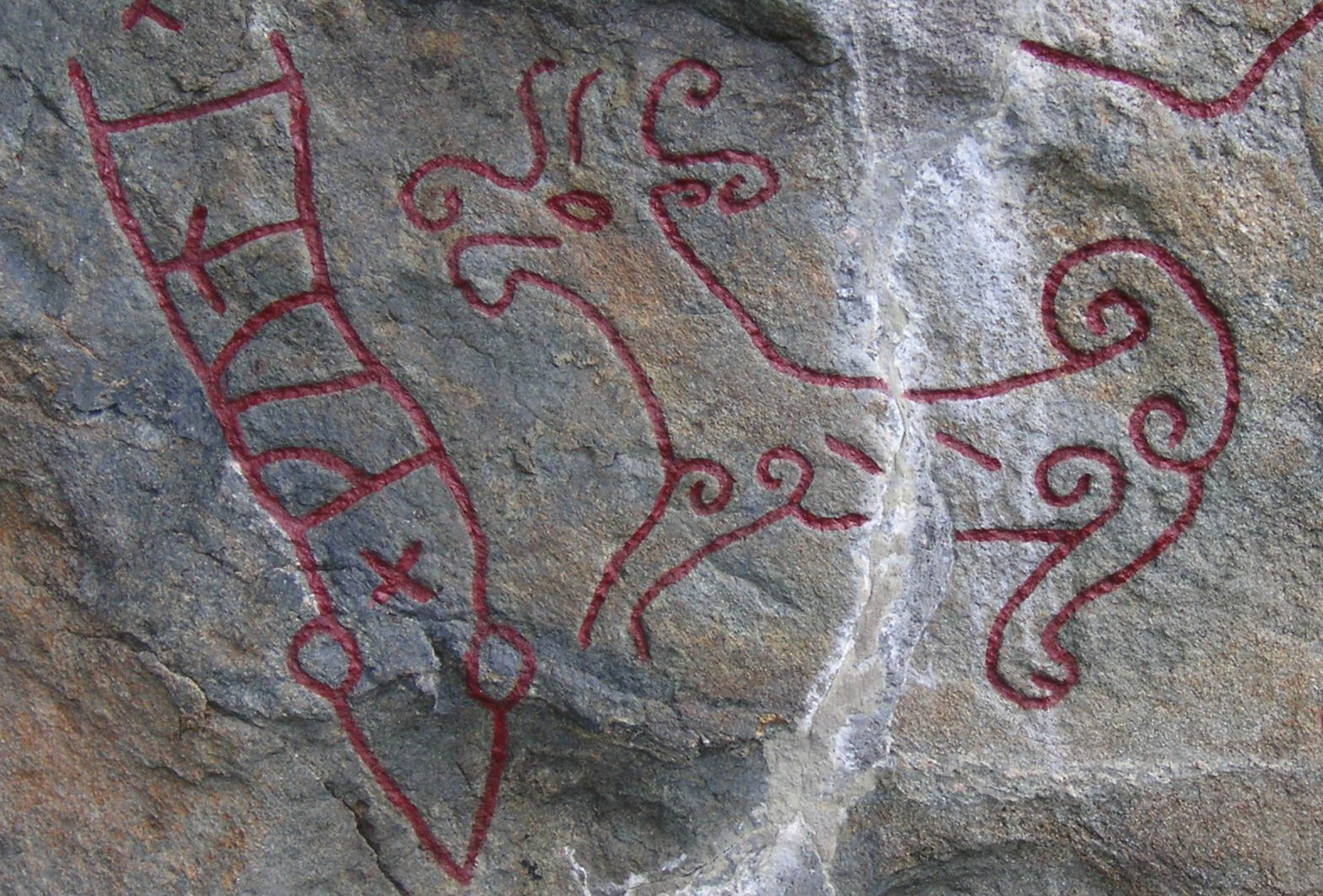
Oxelbystenen (detalj).
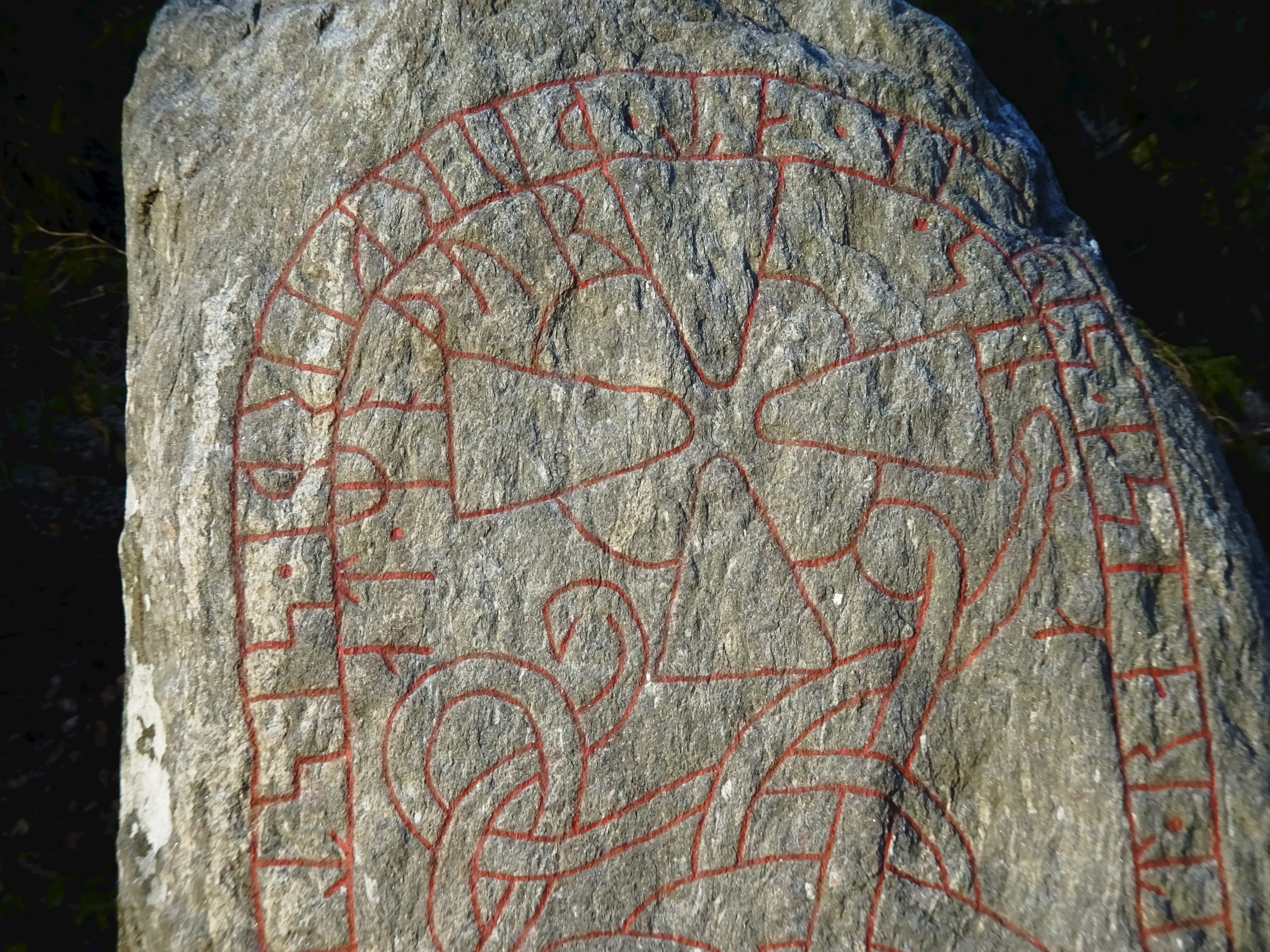
Bergaholmsstenen (detalj).

## Bergaholms gårds historia
Säteriet Bergaholm uppstod på 1600-talet av ett hemman i Ersdala by. Ersdala gamla bytomt (RAÄ-nummer: Salem 157:1) ligger söder om dagens Bergaholmsvägen. På 1670-talet tillkom ytterligare två hemman och troligen har en tredje by, Berga, också inlemmats i säteriet. Säteriet skapades av Ebba Banér och ärvdes efter hennes död av en brorsdotter som också hette Ebba Banér. Hon var gift med generalen Mauritz Wellingk. På en karta från 1702 framgår att det fanns två säteribyggnader, en kvarn och ett flertal torp.
Under 1700-talets andra hälft var Eva Margareta Lagerberg ägaren till  Bergaholms gård. Mauritz Wellingk var bror till Eva Margareta Lagerbergs morfar Otto Wellingk.  Hon var gift med arkitekten greve Carl Johan Cronstedt som var verksam vid slottsbygget i Stockholm och räknas som uppfinnare av den svenska kakelugnen. Vid landsvägen (idag Bergaholmsvägen) restes år 1765 en kvartsmils milstolpe med texten: ”Uprest af Bergaholms egare C.J.C:E.M.L. 1765”. C.J.C står för Carl Johan Cronstedt och E.M.L. för dennes maka Eva Margareta Lagerberg. Genom arv fortsatte Bergaholms säteri att gå inom samma släkt ända fram till 1843.

### Historiska bilder

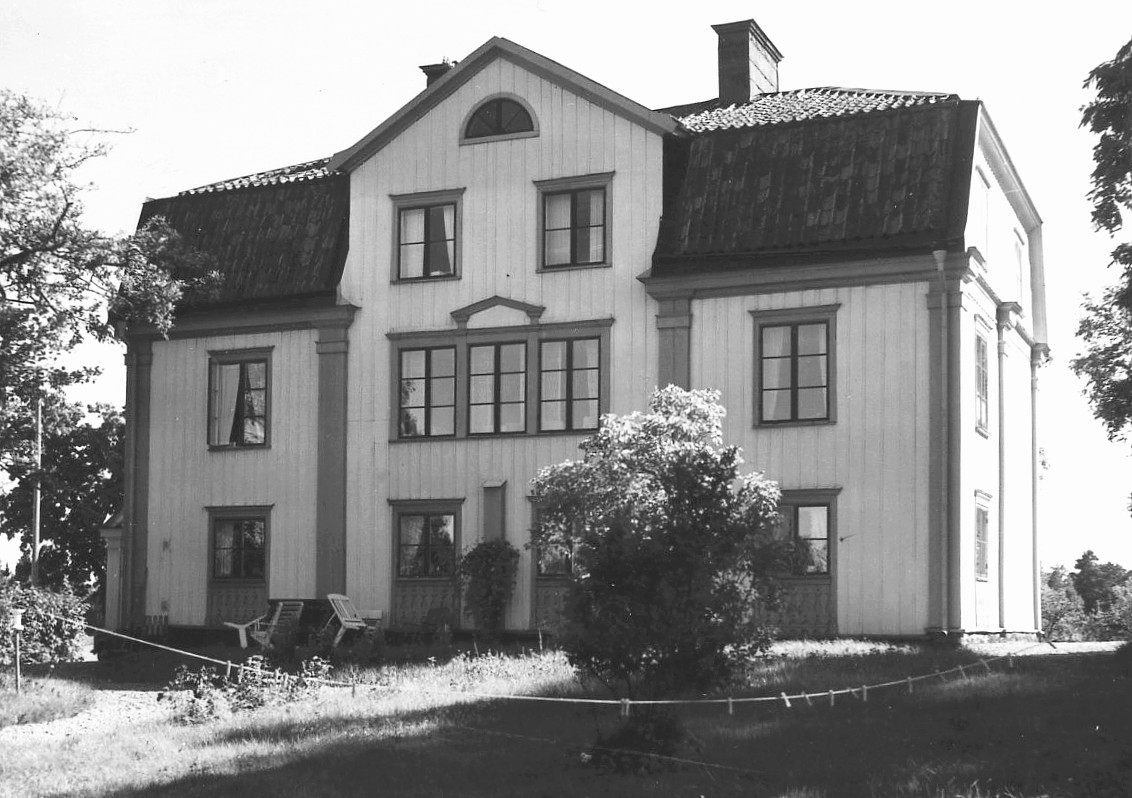
Huvudbyggnaden 1957.
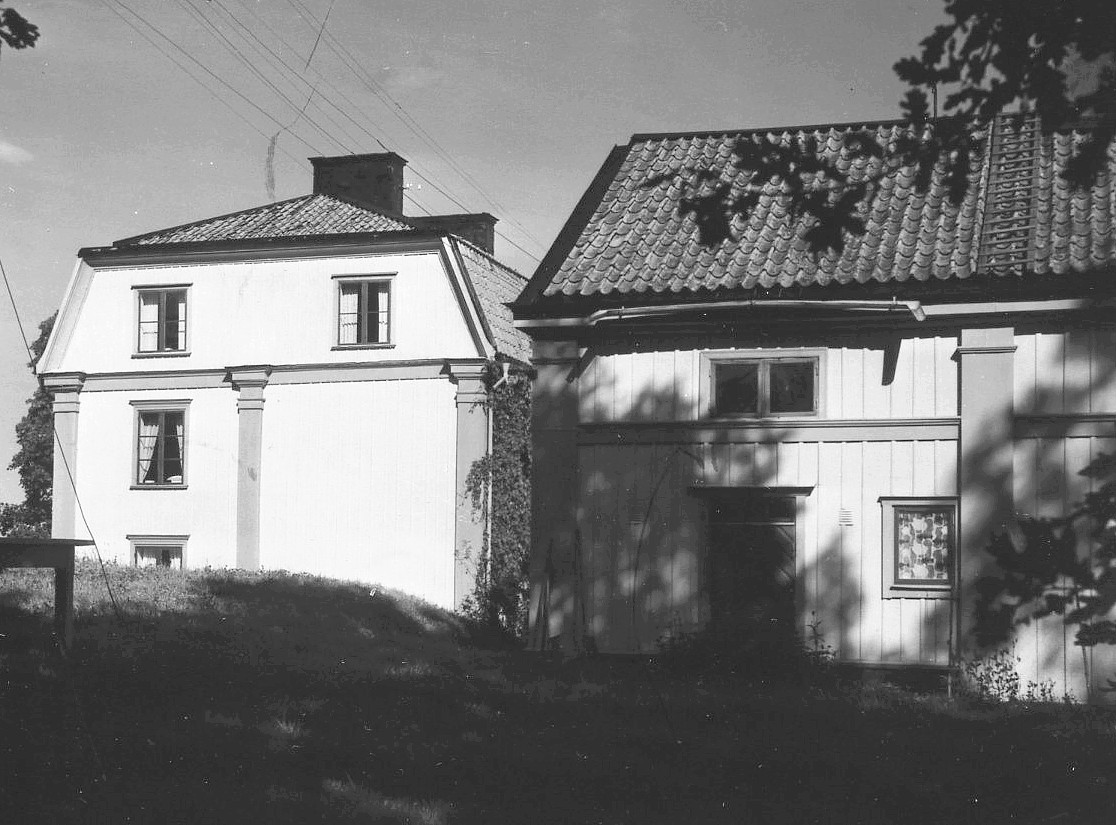
Huvudbyggnaden och flygeln 1957
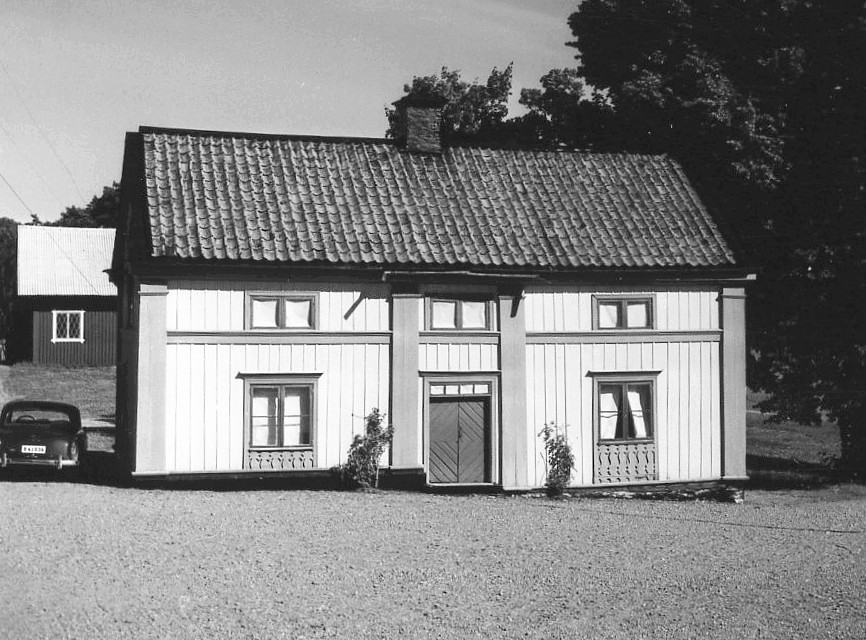
Flygel 1957
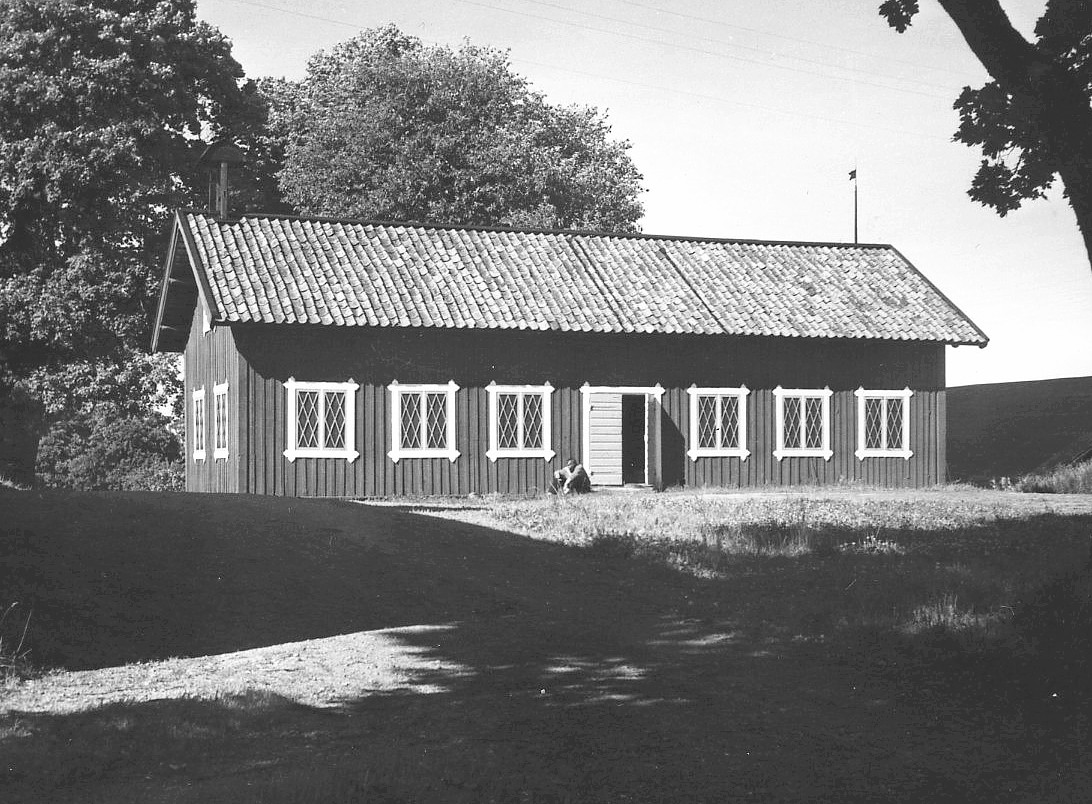
Bod 1957

## Gården idag

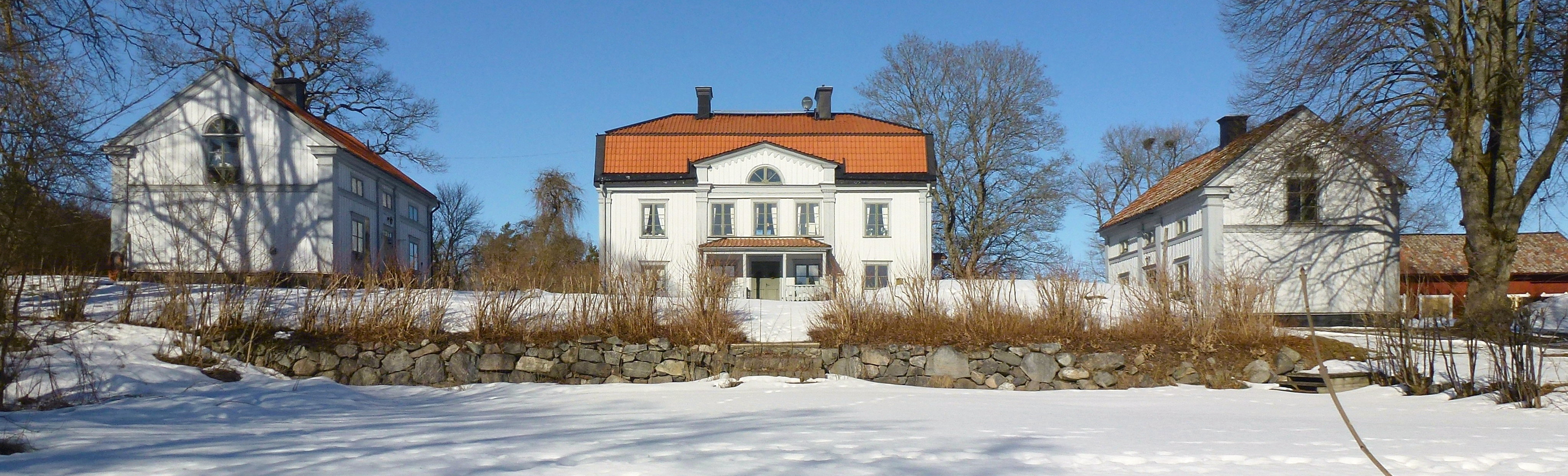
Bergaholms gård från söder med östra och västra flygeln, mars 2013.

Gårdens huvudbyggnad flankeras av två fristående flyglar och är uppförd i trä med valmat och brutet tak. En kort allé leder från landsvägen upp till gården.  Den ursprungliga gården låg på samma plats som dagens, möjligtvis kan delar av den ena sätesbyggnaden från 1600-talet ingår i dagens huvudbyggnad. En kraftig ombyggnad skedde på 1700-talet, möjligen när Cronstedt var ägare. Även under 1850-talet moderniserades byggnaden. I det inre kvarstår snickerier i gustaviansk stil och flera kakelugnar i empir. Dagens fasadbeklädnad på huvudbyggnad och flyglar härrör från en ombyggnad från 1800-talets mitt. Några till gården höranda byggnader är numera rivna.
I samband med planeringen för Norsborgs vattenverk med tillhörande vattentäkter köpte Stockholms stad 1899 det dittills största markområdet utanför tullarna. I ett slag förvärvade man de så kallade Bornsjöegendomarna Norsborg, Bergaholm, Fågelsta, Vällinge och Sturehov, en jordareal på cirka 3 000 hektar. Med köpen 1903 och 1908 fick man även kontroll över stränderna runt Bornsjön. Sedan dess sköter Stockholm Vatten egendomarna kring Bornsjön. På Bergaholm drivs idag jordbruk och hästverksamhet.

## Bergaholmsvägen
Bergaholmsvägen sträcker sig från Sankt Botvids väg (ungefär i höjd med avtagsvägen till Lindhovs gård) i norr till Södertälje i söder. Vägen som leder förbi Bergaholms gård är en färdväg med mycket gamla anor. De många fornlämningar och runstenar längs vägen tyder på att här har funnits en vägförbindelse redan på forntiden som sedermera fick namnet Göta landsväg.
Göta landsväg miste sin betydelse som Stockholms huvudled söderut under senare delen av 1600-talet, när den "Nya landsvägen" (Södertäljevägen) över Hornstull tillkom, men sträckningen genom Botkyrka och Salem var oförändrad. Den fick senare heta Riksettan.
Åren 1922–1923 byggdes vägen till Södertälje om och fick en rakare sträckning. Arbetet var ett så kallat nödhjälpsarbete. Förbi Bergaholms gravfält finns delar av den gamla sträckningen bevarad, som numera används som parkeringsmöjlighet för vandrare på Bornsjöns natur- och kulturstig. Dagens Södertäljevägen (E4/E20) anlades som motorväg i slutet av 1950-talet och fick då en mera sydlig sträckning.

### Bilder övriga byggnader

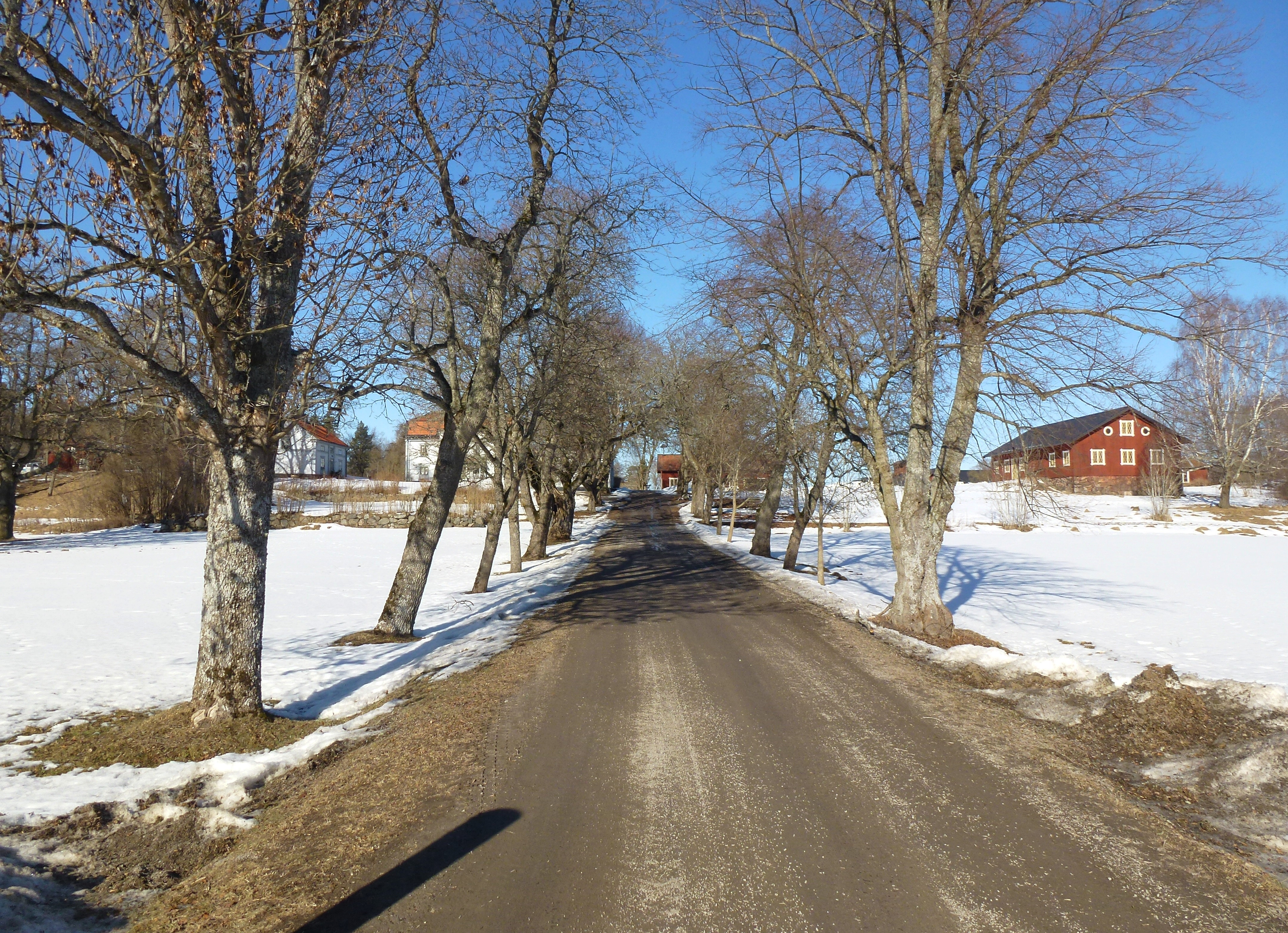
Allén upp till gården.
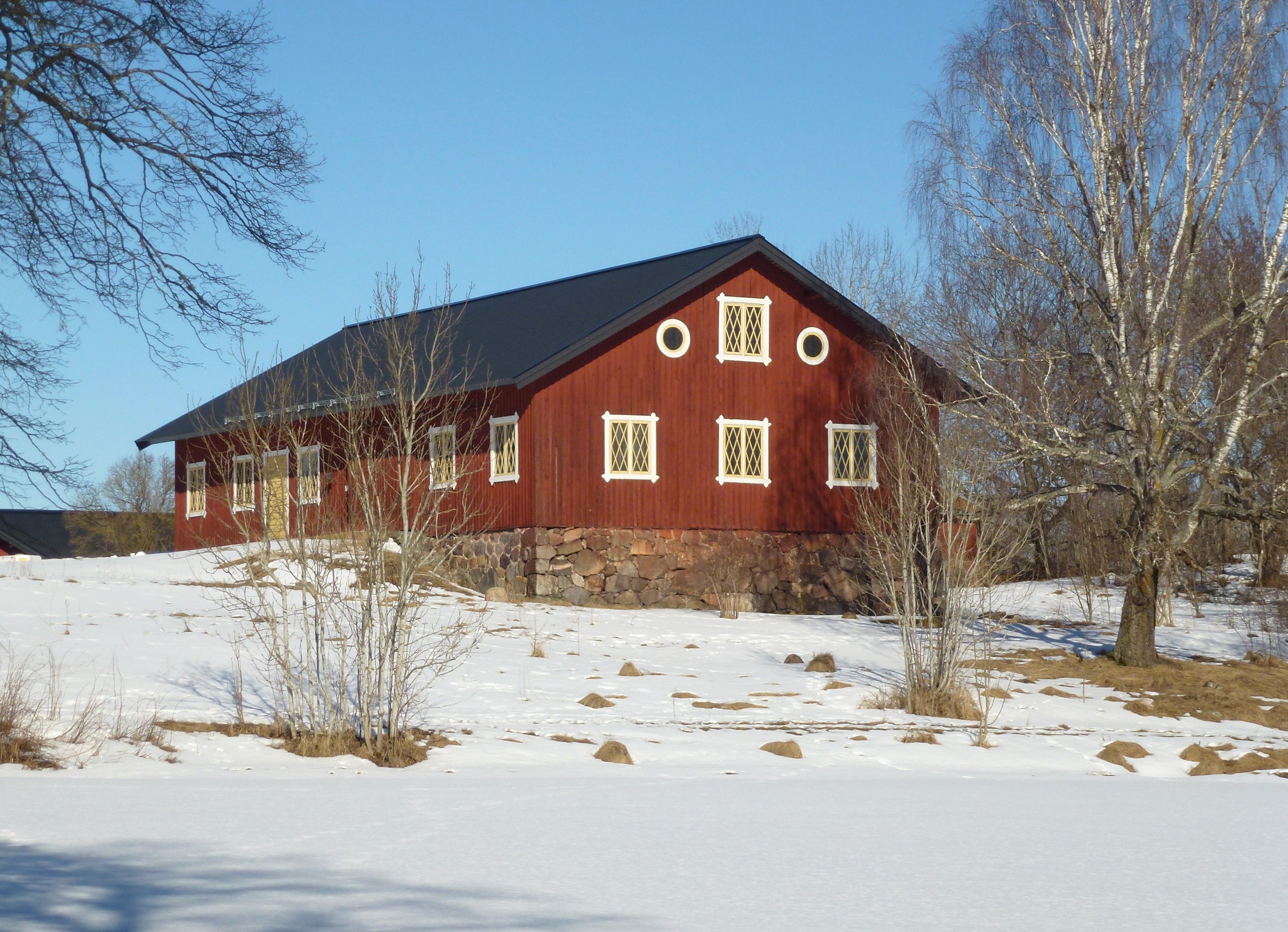
Ekonomibyggnad.
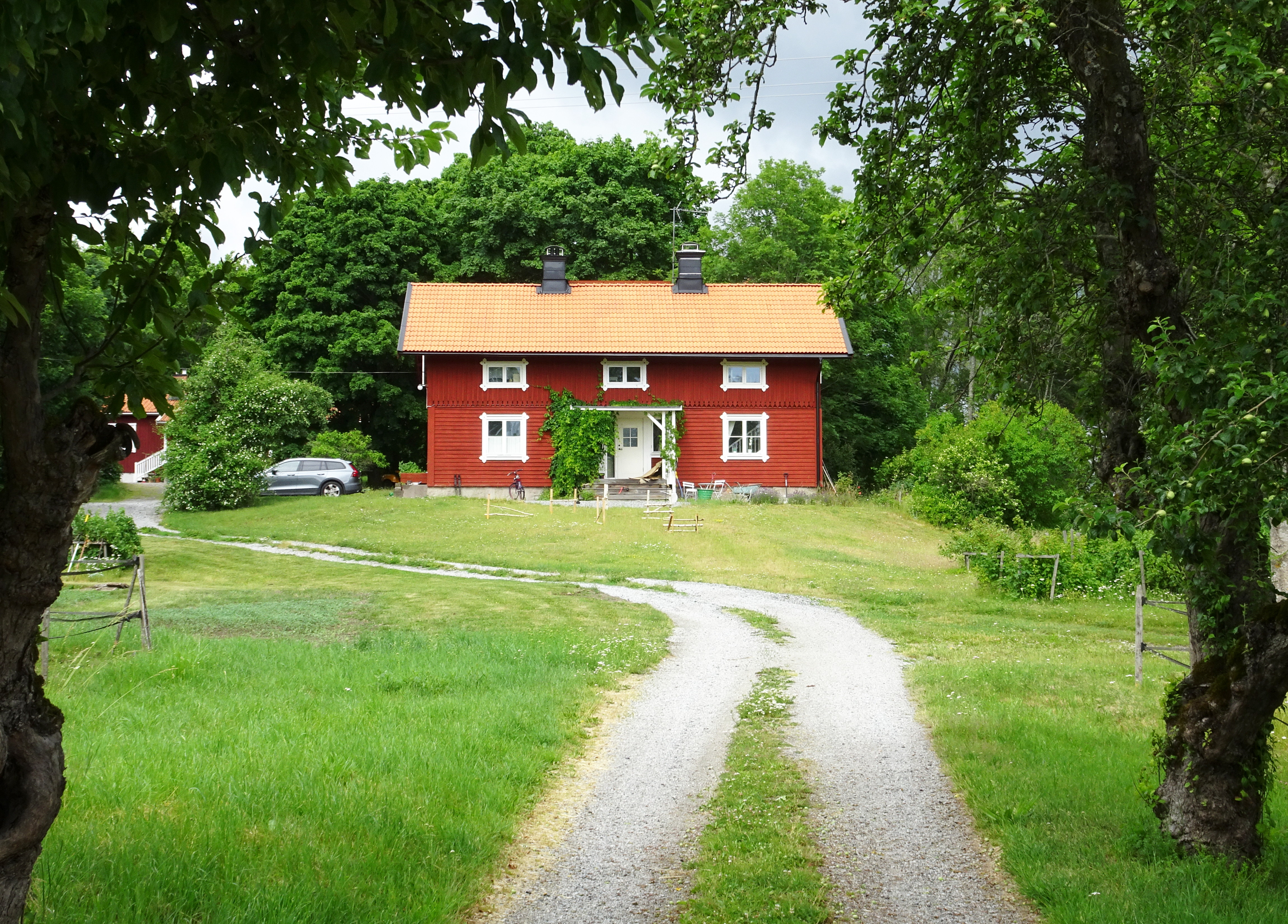
Äldre bostadshus.
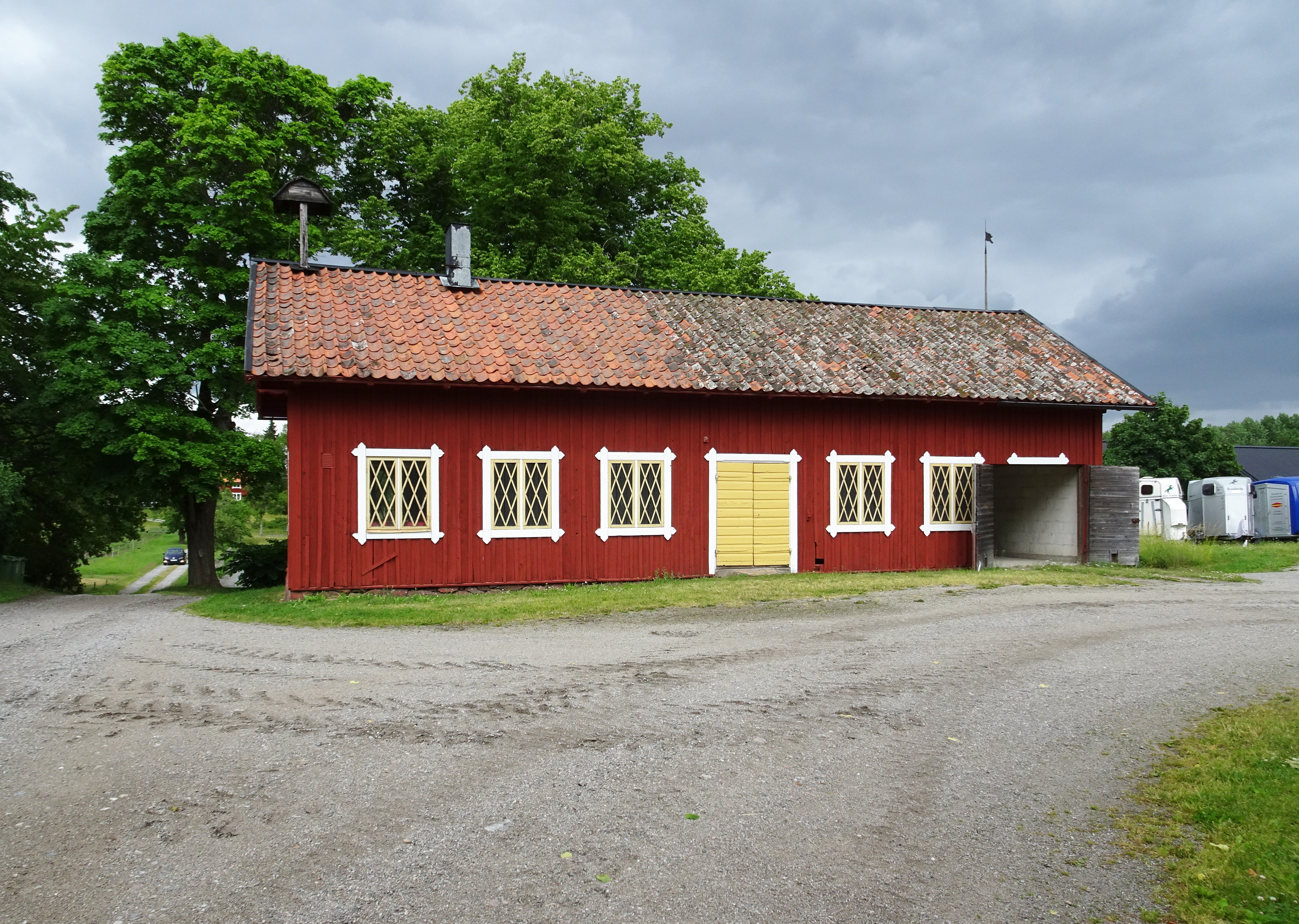
Ekonomibyggnad.
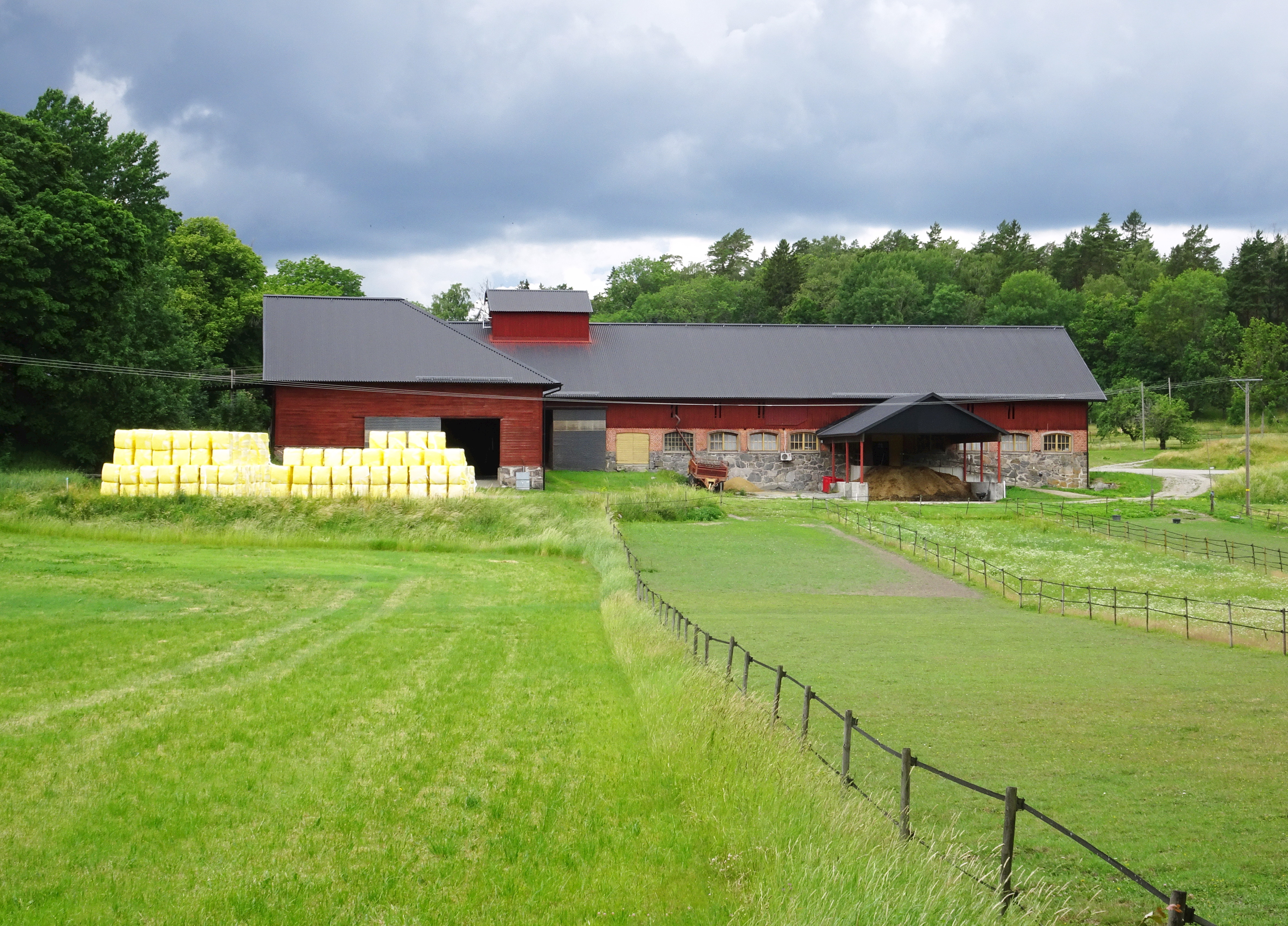
Stall.